# Adelmar Faria Coimbra-Filho
Adelmar Faria Coimbra Filho (Fortaleza, 4 de junho de 1924 - Rio de Janeiro, 27 de junho de 2016) foi um biólogo e primatólogo brasileiro, pioneiro nos estudos da biologia e conservação dos mico-leões. Iniciou sua vida profissional em 1947, e possui inúmeros prêmios e condecorações, entre eles o prêmio Prêmio Augusto Ruschi, da Academia Brasileira de Ciências.
Em 1946 começou a cuidar do Parque Florestal da Gávea, hoje denominado Parque da Cidade (Rio de Janeiro), como seu primeiro Administrador, na gestão do Prefeito do Distrito Federal Hildebrando de Góis.
Sua trajetória profissional registra os cargos de Coordenador do Serviço de Parques e Reservas Biológicas, do antigo Estado da Guanabara de 1961 a 1963; Chefe do Serviço Técnico-Científico do Jardim Zoológico do Rio de Janeiro de 1963 a 1971; Diretor da Divisão de Pesquisas, do Instituto de Conservação da Natureza da Secretaria de Ciência e Tecnologia do então Estado da Guanabara.
Pioneiro da primatologia no Brasil, fundou em 1975 e dirigiu o Centro de Primatologia do Rio de Janeiro, implantado à época em que esteve como Diretor do Departamento de Conservação da Natureza da Fundação Estadual de Engenharia do Meio Ambiente.
Adelmar Coimbra Filho, junto com o ambientalista Alceo Magnanini, participou dos esforços para salvar uma espécie símbolo da mata atlântica, o mico-leão-dourado, quando o animal estava no limiar de desaparecer na natureza. Em 1974 o trabalho deles levou à criação da Reserva Biológica Poço das Antas, no município de Silva Jardim, no estado do Rio de Janeiro, considerada a primeira Unidade de Conservação (UC) desse tipo no Brasil.
Em 1981 foi reconhecido como membro associado da Acadêmia Brasileira de Ciências.